# Remember (film 2015)
Remember è un film del 2015 diretto da Atom Egoyan.
Il film è interpretato da Christopher Plummer, Bruno Ganz, Jürgen Prochnow, Heinz Lieven, Henry Czerny, Dean Norris e Martin Landau ed è stato presentato in concorso alla 72ª Mostra internazionale d'arte cinematografica di Venezia.

## Trama
In una casa di riposo per anziani di New York un sopravvissuto del campo di concentramento di Auschwitz, l'ottantanovenne Zev Guttman, affetto da demenza senile, è in lutto per la morte di sua moglie Ruth. Un altro paziente, anche lui sopravvissuto di Auschwitz, Max Rosenbaum, ricorda a Zev quello che egli stesso ha promesso di fare dopo la morte della moglie. Max gli ricorda che le loro famiglie sono state sterminate ad Auschwitz dal Blockführer Otto Wallisch, che si ritiene essere immigrato nel Nord America sotto il falso nome di Rudy Kurlander. Il Simon Wiesenthal Center ha localizzato quattro Rudy Kurlander, senza però avere prove per l'arresto di nessuno di essi. Max ricorda a Zev che loro due sono i soli che possano ancora riconoscere Wallisch.
Max convince Zev a vendicare le loro famiglie rintracciando e uccidendo Wallisch e gli lascia una lettera con istruzioni dettagliate da seguire. Zev lascia la casa di riposo in taxi e prende un treno per Cleveland mentre scatta l'allarme per la sua scomparsa. Zev ha momenti di confusione, ma fa affidamento sulla lettera per ricordarsi che Ruth è morta e che Max gli ha organizzato il viaggio. Così Max dirige Zev verso un negozio d'armi, per comprare una Glock, e poi verso i quattro uomini, tra Stati Uniti e Canada, di nome Rudy Kurlander, uno dei quali è stato Blockführer.
Zev affronta il primo Rudy Kurlander, un veterano tedesco della 2ª guerra mondiale, nella sua casa: ma questi gli dimostra che aveva combattuto nella campagna del Nord Africa, sotto Erwin Rommel, e non si era mai neppure avvicinato ad Auschwitz. Zev trova il secondo Rudy Kurlander in una casa di riposo nel Québec: questo però gli rivela di essere stato prigioniero ad Auschwitz, internato perché omosessuale, e lo dimostra facendo vedere il tatuaggio sul proprio braccio a Zev. Quest'ultimo, sentendosi in colpa, piange assieme a lui.
Zev prende una corriera fino a Boise, nell'Idaho, e poi un taxi fino a casa del terzo Rudy Kurlander, a Bruneau. In casa non c'è nessuno e Zev aspetta. Dopo una lunga attesa arriva John, poliziotto dell'Idaho, e dice a Zev che suo padre è morto tre mesi prima. John, che crede che Zev sia un vecchio amico di suo padre dei tempi della guerra, si rivela un neonazista e gli mostra con orgoglio i cimeli nazisti di suo padre ma gli confessa, dopo parecchi bicchieri di whisky, che durante la guerra suo padre era appena un ragazzo e faceva il cuoco. Quando John vede per caso il tatuaggio di Zev e si rende conto che è un ebreo, in un accesso di rabbia gli scatena contro Eva, il proprio pastore tedesco. Per difendersi, Zev spara al cane e poi a John uccidendoli entrambi. Poi, esausto, si fa una doccia, riferisce a Max l'accaduto e crolla sul letto di John. L'indomani, indossando vestiti nuovi, chiama lo stesso taxi del giorno prima, senza che l'autista si accorga di nulla, e si rimette in viaggio.
Sempre in corriera, Zev arriva a Reno, nel Nevada. All'uscita dalla stazione barcolla, rischia di essere investito da una Kia e cade a terra. Viene soccorso e portato in ospedale con un polso fratturato, dove il personale riesce a contattare suo figlio che, molto sollevato per il ritrovamento, decide comunque di raggiungerlo. In ospedale Zev si fa leggere da una ragazzina, figlia del degente nel letto accanto, la sua lettera d'istruzioni: e appena può lascia l'ospedale e si fa accompagnare in taxi fino a South Lake Tahoe, in California, pur se distante un'ora di macchina.
 Arriva così a casa del quarto Rudy Kurlander: dalla voce lo riconosce come il Blockführer di Auschwitz. Il figlio di Zev, che ha rintracciato suo padre attraverso il servizio di taxi, arriva proprio mentre egli sta minacciando di sparare alla nipote di Kurlander se lui non ammette di essere stato nelle SS. Rudy confessa e, pressato da Zev, confessa anche di aver ucciso molte persone. Ma quando Zev lo obbliga a dire il suo vero nome, dice di chiamarsi Kunibert Sturm e ricorda a Zev che il vero Otto Wallisch in realtà è proprio lui: infatti erano stati entrambi Blockführer e alla fine della guerra si erano tatuati a vicenda un numero di matricola sul braccio in modo da spacciarsi per ebrei sopravvissuti e chiudere per sempre col loro passato da nazisti. Folgorato dalla rivelazione, Zev spara a Sturm e poi, mormorando «me lo ricordo», si uccide sparandosi alla tempia, lasciando i presenti sotto shock.
Nella casa di riposo di New York, gli inorriditi ospiti stanno seguendo in televisione le notizie dell'omicidio-suicidio. Max rivela loro che aveva riconosciuto Zev come Otto Wallisch appena era arrivato alla casa di riposo e che erano stati proprio Wallisch e Sturm a sterminare la sua famiglia. Sulla scrivania di Max si vedono una copia della sua lettera a Zev-Otto e una sua fotografia in divisa da SS.

## Produzione
Nell'aprile 2014 venne annunciato che il film sarebbe stato diretto da Atom Egoyan e interpretato da Christopher Plummer, Martin Landau, Dean Norris, Bruno Ganz e Heinz Lieven. Le riprese sono cominciate il 14 luglio 2014 a Toronto.

## Distribuzione
Nel maggio 2015 la A24 Films ha acquistato i diritti di distribuzione del film per il mercato statunitense. Il film è stato presentato in concorso alla 72ª Mostra internazionale d'arte cinematografica di Venezia e in seguito al Toronto International Film Festival 2015. In Italia il film è uscito a gennaio 2016.

## Riconoscimenti
Il film ha ottenuto la nomination per il Miglior film straniero al David di Donatello 2016 e, alla 72ª Mostra internazionale d'arte cinematografica di Venezia, il premio Giovani Giurati del Vittorio Veneto Film Festival.